# Sorguçlu, Pütürge
Sorguçlu là một xã thuộc huyện Pütürge, tỉnh Malatya, Thổ Nhĩ Kỳ. Dân số thời điểm năm 2011 là 429 người.